# Danny Plett

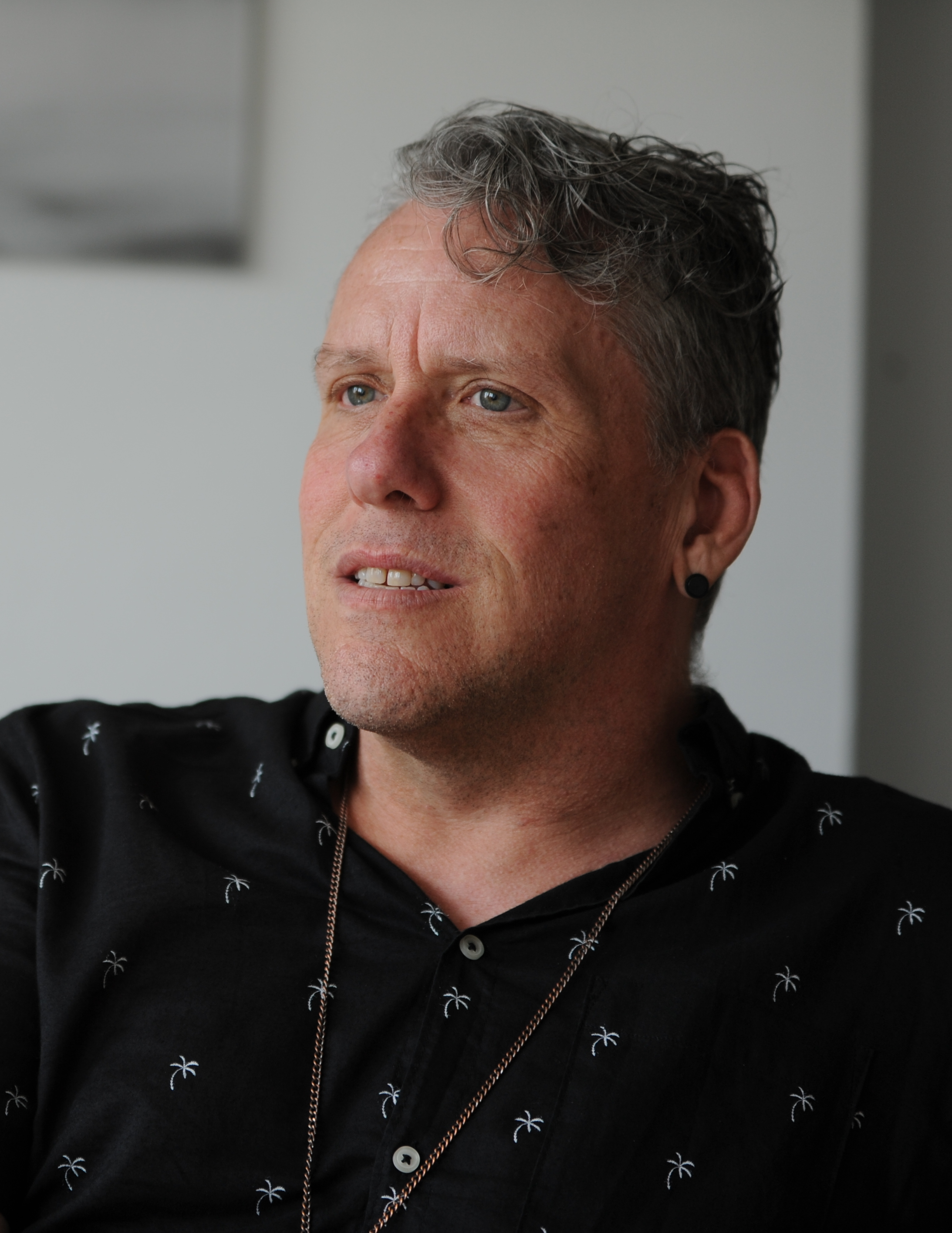
Danny Plett, 2017

Danny Plett (* 1963) ist ein kanadischer Sänger, Musiker, Songwriter und Musikproduzent.

## Leben
Danny Plett wuchs in Kanada als Sohn eines Pastors und einer klassischen Sängerin mit drei Geschwistern in einer musikalischen Familie auf. Er begann im Alter von zwölf Jahren eigene Lieder zu schreiben und veröffentlichte nach jahrelanger Konzerttätigkeit mit 21 Jahren sein Debüt You're The One. Es folgten Tourneen durch Kanada, die USA und Europa unter anderem mit B. J. Thomas und Silverwind.
Von 1992 bis 2013 lebte Danny Plett mit Unterbrechungen in Deutschland und arbeitete im Janz Team als Musiker mit.
Neben eigenen Soloproduktionen leitete er lange Jahre das Jugendprogramm One Accord und veröffentlichte Konzeptalben für Kinder in der Reihe Bibelverse singend lernen. Mit Brian Delamont und Heinrich Reisich gründete er die Band Danny Plett & Liberation (abgekürzt zu DP&L oder DPL). 2006 trat er auf dem europaweit übertragenen ProChrist in München auf.
Als Songwriter war er unter anderem für Cae Gauntt, Beate Ling, Anja Lehmann oder auch Yasmina Hunzinger engagiert. Letztere sind außerdem während seiner Chorarbeit mit One Accord von ihm selbst entdeckt und gefördert worden. Seine letzte CD ist bei Gerth Medien erschienen mit dem Titel "Noch mehr Bibelverse singend lernen." Diese Produktion schuf er mit dem langjährigen Kollegen Hanjo Gäbler.
2013 zog Plett mit seiner Familie wieder nach Kanada. Er arbeitet dort als Worship-Pastor.

## Privates
Danny Plett ist verheiratet mit Sherri und hat zwei Kinder.

## Diskografie
| Jahr     | Titel                | Label                                                    | Anmerkungen                                                                    |
| -------- | -------------------- | -------------------------------------------------------- | ------------------------------------------------------------------------------ |
| 1984 (?) | You're The One       | New Born Records (Praise Industries Corp.) LP-Nr. NB7046 | Debütalbum, Veröffentlichung in Kanada                                         |
| 1998     | Where Angels Dance   | Janz Team Music                                          |                                                                                |
| 2004     | Wie ein Strom        | Janz Team Music                                          | Englischsprachige Parallelausgabe erschienen unter dem Titel Like A River      |
| 2004     | Wunder über Wunder   | Janz Team Music                                          | Weihnachtsalbum                                                                |
| 2006     | Komm zum Kreuz       | Janz Team Music                                          | Englischsprachige Parallelausgabe erschienen unter dem Titel Come To The Cross |
| 2008     | Dich will ich sehn   | Janz Team Music                                          |                                                                                |
| 2009     | Thousand Days        | Janz Team Music                                          |                                                                                |
| 2011     | Wenn du nicht wärst  | Gerth Medien                                             | Englischsprachige Parallelausgabe erschienen unter dem Titel If Not For You    |
| 2012     | Licht dieser Welt    | Gerth Medien                                             | Weihnachtsalbum                                                                |
| 2016     | Tanz durch den Sturm | Gerth Medien                                             |                                                                                |

### Eigene Konzepte
Hier gelistet, von Danny Plett initiierte Konzepte:
| Jahr | Titel                                    | Mitwirkende | Label           |
| ---- | ---------------------------------------- | --- | --------------- |
| 2000 | Zukunft und Hoffnung Vertonte Bibelverse | Danny Plett, Denise Roming, Michael Janz, Carmen Bode, Yasmina Hunzinger, Janz-Team-Studiochor                         | Janz Team Music |
| 2001 | Noël, Noël Weihnachtslieder              | Danny Plett, Yasmina Hunzinger, Denise Roming, Carmen Bode, Marshall Hall, Silvia Aiello, Janz-Team-Studiochor         | Janz Team Music |
| 2002 | Modern Gospel                            | Danny Plett, David Thomas, Edo Zanki, Lisa Shaw, Yasmina Hunzinger, Anja Lehmann, Ruthild Wilson, Janz-Team-Studiochor | Janz Team Music |

#### Bibelverse singend lernen
Im Folgenden gelistet, die Alben des Kinderkonzeptes Bibelverse singend lernen von und mit Danny Plett.
| Jahr | Titel                               | Label           |
| ---- | ----------------------------------- | --------------- |
| 1996 | Von ganzem Herzen                   | Janz Team Music |
| 1998 | Gott ist Liebe                      | Janz Team Music |
| 2000 | Himmel und Erde                     | Janz Team Music |
| 2013 | Noch mehr Bibelverse singend lernen | Gerth Medien    |

### Danny Plett & Liberation
Alben mit der Band Danny Plett & Liberation (DPL).
| Jahr | Titel                    | Label     |
| ---- | ------------------------ | --------- |
| 1993 | Different Drum           | Janz Team |
| 1994 | Danny Plett & Liberation | Janz Team |

### Compilation- und Remix-Alben
Folgende Auflistung berücksichtigt ausschließlich Alben mit Danny Plett als ausdrücklichem Subjekt der Zusammenstellung.
| Jahr | Titel                                | Label           | Anmerkungen                                                   |
| ---- | ------------------------------------ | --------------- | ------------------------------------------------------------- |
| 1996 | Portrait                             | Janz Team Music | Compilation aus den zwei Alben von Danny Plett & Liberation   |
| 2001 | Voices – Ich steh zu dir             | Janz Team Music | Compilation in Kollaboration mit Danny Janz und Michael Janz  |
| 2005 | Songs From The Files                 | Janz Team Music | Remixalbum mit Titeln von Danny Plett & Liberation            |
| 2006 | Best Of Danny Plett                  | Janz Team Music | Compilation                                                   |
| 2007 | Bibelverse singend lernen            | Janz Team Music | Compilation aus der gleichnamigen Reihe; 2014 erneute Auflage |
| 2009 | Du siehst die Wunden: Die Highlights | Gerth Medien    | Compilation zum 60-jährigen Verlagsjubiläum von Gerth Medien  |

### Mitwirkung bei Konzepten
| Jahr | Titel                                | Hauptinterpret bzw. Konzeptinitiator | Label           |
| ---- | ------------------------------------ | ------------------------------------ | --------------- |
| 1993 | Anbetung 03                          | Paul Hofrichter                      | Janz Team       |
| 1994 | Day By Day: White Gospel             | Jochen Rieger                        | Gerth Medien    |
| 1995 | Gottes Liebe leuchtet                | Paul Hofrichter                      | Janz Team Music |
| 1997 | Frieden mit Gott                     | Paul Hofrichter                      | Janz Team Music |
| 1999 | Ewigkeit fällt in die Zeit           | Johannes Nitsch & Helmut Jost        | Felsenfest      |
| 1999 | Neue Perspektiven                    | Jochen Rieger                        | Gerth Medien    |
| 2001 | Gospel Fire                          | Helmut Jost                          | Gerth Medien    |
| 2002 | In Love With Jesus 05                | Arne Kopfermann                      | Gerth Medien    |
| 2004 | Im Licht                             | Heinrich Reisich                     | Janz Team       |
| 2002 | In Love With Jesus 06                | Arne Kopfermann                      | Gerth Medien    |
| 2006 | Anbetung zu Weihnachten              | Arne Kopfermann                      | Gerth Medien    |
| 2007 | In Love With Jesus: Ewig treuer Gott | Arne Kopfermann                      | Gerth Medien    |
| 2008 | Jerusalem, geliebte Stadt            | Jochen Rieger                        | Gerth Medien    |
| 2009 | Segen                                | Heinrich Reisich                     | Janz Team Music |